# 남포동 (배우)
남포동(南浦洞, 본명: 김광일, 본명 한자: 金廣一, 1944년 11월 6일 ~ )은 대한민국의 배우이다.

## 출연 작품

### 영화
- 1965년 《나도 연애할 수 있다》
- 1978년 《불타는 소림사》
- 1979년 《폭풍을 잡는 사나이》
- 1979년 《석양의 10번가》
- 1979년 《제3 한강교》
- 1979년 《뒤돌아 보지마라》
- 1980년 《색깔있는 여자》
- 1980년 《소권》
- 1980년 《평양맨발》
- 1980년 《하늘이 부를 때까지》
- 1980년 《열번 찍어도 안 넘어진 사나이》
- 1981년 《연분홍 치마》
- 1981년 《본전생각》
- 1981년 《이 깊은 밤의 포옹》
- 1981년 《슬픈 계절에 만나요》
- 1981년 《하늘나라 엄마별이》
- 1981년 《0번 아가씨》
- 1982년 《0점하의 자식들》
- 1982년 《아벤고 공수군단》 ... 곽동필 역
- 1982년 《종로 부루스》
- 1982년 《어둠의 딸들》
- 1982년 《평양박치기》
- 1982년 《산동반점》
- 1982년 《82'바보들의 청춘》
- 1983년 《김마리라는 부인》
- 1983년 《바보 선언》 ... 사창가 깡패 역
- 1983년 《0시의 호텔》
- 1983년 《인생극장》
- 1983년 《외출》
- 1983년 《장대를 잡은 여자》
- 1984년 《악녀의 밀실》
- 1984년 《내가 마지막 본 흥남》 ... 김 병조장 역
- 1984년 《바보스러운 여자》
- 1984년 《밤이 무너질 때》
- 1984년 《고래 사냥》
- 1984년 《흐르는 강물을 어찌 막으랴》
- 1984년 《사랑하는 자식들아》
- 1984년 《봄이오면 산에 들에》
- 1984년 《만삭》
- 1984년 《도시에서 우는 매미》
- 1985년 《야망과 도전》
- 1985년 《내사랑 짱구》 (특별출연)
- 1985년 《밤마다 천국》
- 1985년 《어미》 ... 사내들 역
- 1985년 《고래사냥 2》
- 1985년 《부나비는 황혼이 슬프다》
- 1985년 《장사의 꿈》 ... 경마장 사내 역
- 1985년 《심형래의 탐정 큐》
- 1985년 《작년의 왔던 각설이》
- 1986년 《오늘만은 참으세요》
- 1986년 《엘리베이터 올라타기》 ... 운전수 역
- 1986년 《금달래》
- 1986년 《밤의 요정》
- 1986년 《투명인간》
- 1986년 《겨울 나그네》
- 1986년 《황진이》
- 1986년 《가까이 더 가가이》
- 1987년 《서울의 탱고》
- 1987년 《푸른 계절의 열기》
- 1987년 《토요일은 밤이 없다》 ... 김 사장 역
- 1987년 《달빛 사냥꾼》 ... 칼잡이 역
- 1987년 《우리는 지금 제네바로 간다》 ... 당구장 사내 A 역
- 1987년 《다섯 사람들》
- 1987년 《도화》
- 1987년 《독불장군》 ... 경비대장 역
- 1987년 《딱 한번 만나요》
- 1987년 《바람의 아들》
- 1987년 《박철수의 헬로 임꺽정》
- 1987년 《87 영자의 전성시대》
- 1987년 《서울은 여자를 좋아해》
- 1987년 《미미와 철수의 청춘 스케치》 ... 택시기사 역
- 1987년 《사노》 ... 노비 1 역
- 1987년 《연산군》
- 1987년 《영웅 돌아오다》 ... 사내 1 역
- 1987년 《따귀 일곱대》
- 1987년 《풍녀》 ... 싸롱 웨이타 역
- 1987년 《웅담부인》 ... 사진작가 역
- 1987년 《푸른 계절의 연기》
- 1987년 《성 리수일뎐》
- 1987년 《욕》
- 1987년 《화려한 변신》
- 1988년 《팁》
- 1988년 《빠걸》 ... 주방장 역
- 1988년 《용호취》
- 1989년 《랏슈》
- 1989년 《노란 집》
- 1989년 《들병이》
- 1990년 《창부일색》 ... 칠성이 역
- 1990년 《새벽을 깨우리로다》
- 1990년 《남부군》 ... 선요원 역
- 1990년 《오세암》 ... 행운 스님 역
- 1990년 《꼭지딴》
- 1990년 《영웅필살》
- 1990년 《불타는 태양》
- 1990년 《수탉》 ... 닭장수 역
- 1990년 《고금소총 2》
- 1990년 《미녀 사냥》
- 1991년 《밀크초콜릿》 (특별출연)
- 1991년 《변금련》
- 1991년 《토끼를 태운 잠수함》 ... 광약 장사 역
- 1991년 《이태원 밤하늘엔 미국 달이 뜨는가》
- 1991년 《뻘》
- 1992년 《자전거를 타고 온 연인》
- 1992년 《복수혈전》
- 1992년 《시라소니》 ... 윤철 역
- 1992년 《고독한 실력자》
- 1992년 《겨울연가》
- 1993년 《여자 아리랑》 ... 기사 역
- 1993년 《무정의 제3부두》 ... 칠성 역
- 1993년 《살어리랏다》 ... 삼용 역
- 1994년 《새알각하》 ... 도사 역
- 1994년 《하몽화몽 서울》 ... 오 과장 역
- 1995년 《아찌 아빠》
- 1995년 《머저리와 등신들》 ... 덕호 역
- 1995년 《무궁화 꽃이 피었습니다》 ... 시계방 주인 역
- 1996년 《학생부군신위》 ... 장달효 역
- 1996년 《투캅스 2》 ... 김 사장 역
- 1996년 《정글 스토리》 ... 악기상 주인 역
- 1997년 《할렐루야》
- 1997년 《내!아바디 오마니》 ... 김 부장 역
- 1998년 《투캅스 3》 ... 남 사장 역
- 1998년 《블루스》 ... 신도 역
- 1998년 《엑스트라》 (특별출연)
- 1999년 《표절》
- 2001년 《이유 없는 반항》 ... 나이트 지배인 역
- 2003년 《튜브》 ... 맹인 거지 역
- 2004년 《클레멘타인》 ... 황법규 역 (특별출연)
- 2004년 《돈 텔 파파》 ... 영업부장 역
- 2004년 《신석기 블루스》 ... 번영회장 역
- 2007년 《저 하늘에도 슬픔이》 ... 구두 손님 역
- 2013년 《남쪽으로 튀어》 ... 김상수 역
- 2018년 《참외향기》 ... 승초 역
- 2022년 《감동주의보》 ... 전종구 역

제작자
- 1999년 《표절》 제작총지휘

### 방송
- 1988년 MBC 《인간시장》
- 1989년 MBC 《황제를 위하여》
- 1989년 MBC 《제5열》 ... 남 상무 역
- 1991년 MBC 《여명의 눈동자》 부 씨 역
- 1992년 MBC 《행촌 아파트》
- 1993년 SBS 《 오박사네 사람들》
- 1993년 KBS2 《일요일은 참으세요》
- 1994년 SBS 《머나먼 쏭바강》
- 1996년 KBS2 《원지동 블루스》
- 1996년 SBS 《형제의 강》 ... 조영훈 역
- 1996년 KBS2 《겨울의 향기》
- 1997년 KBS2 《봄날은 간다》
- 1997년 MBC 《복수혈전》 ... 청량리 까치 역
- 1998년 MBC 《대왕의 길》 ... 대전내관 역
- 2001년 KBS2 《인생은 아름다워》
- 2003년 SBS 《선녀와 사기꾼》 ... 원 사장 역
- 2004년 SBS 《소풍가는 여자》

### 뮤직비디오
- 2007년 《둘이라서》 - 이루

## CF
- 1989년 동아제약 암씨롱 - 박인환와 함께 출연.
- 1990년 새한제약 스토파
- 1991년 동양화학 다갈 수화제